# Mesocacia multimaculata
Mesocacia multimaculata är en skalbaggsart som först beskrevs av Maurice Pic 1925.  Mesocacia multimaculata ingår i släktet Mesocacia och familjen långhorningar.
Artens utbredningsområde är Laos. Inga underarter finns listade i Catalogue of Life.